# Areschougiaceae
Areschougiaceae, porodica crvenih algi smještena u red Gigartinales. Postoji sedam priznatih rodova i ¸17 priznatih vrsta

## Rodovi i broj vrsta
1. Anatheca F.Schmitz  1
2. Areschougia Harvey 3
3. Erythroclonium Sonder  6
4. Notophycus R.L.Moe 1
5. Reticulobotrys E.Y.Dawson 1
6. Rhabdonia J.D.Hooker & Harvey  5